# خوک زگیل‌دار فیلیپین
خوک زگیل‌دار فیلیپین (نام علمی: Sus philippensis) نام یک گونه از سرده خوک است.